# L'Âme de Martin
L'Âme de Martin est une nouvelle fantastique de Marcel Aymé, parue dans Candide en 1935.

## Historique
L'Âme de Martin paraît d'abord dans le journal Candide du 26 septembre 1935, puis la nouvelle est reprise en 1938 dans Derrière chez Martin, le troisième recueil de nouvelles de l'auteur.

## Résumé
Après avoir abattu sa femme et ses beaux-parents à coups de revolver, Martin sentit son âme le quitter...